# Haptanthus hazlettii

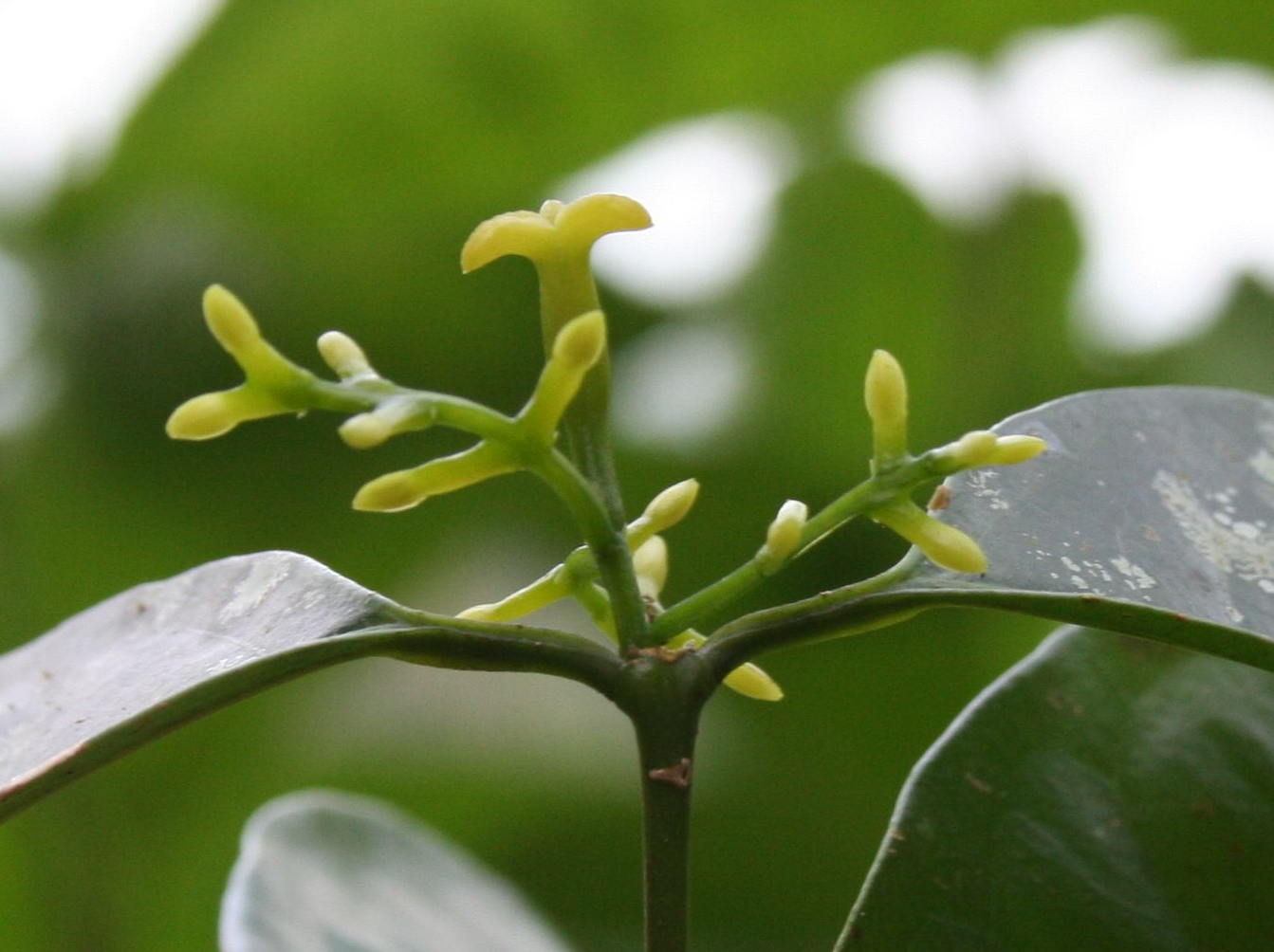
Kwiaty męskie i szczytowy kwiat żeński

Haptanthus hazlettii – gatunek z monotypowego rodzaju Haptanthus Goldberg & C. Nelson z rodziny bukszpanowatych Buxaceae. Roślina została odkryta w środkowym Hondurasie w 1980, a opisana w 1989. Początkowo wyodrębniana była w randze rodziny Haptanthaceae C. Nelson o niejasnej pozycji systematycznej.

## Morfologia
PokrójDrzewo o zimozielonych liściach. Pędy nagie.
LiścieNaprzeciwległe, całobrzegie, bez przylistków.
KwiatyZebrane w kwiatostan składający się z szeregu kwiatów męskich rozwijających się na rozgałęzionych, grubych szypułkach oraz centralnie między nimi wyrastającego kwiatu żeńskiego. Kwiaty męskie składają się z pojedynczego płatka, do którego przyrośnięte są dwa pręciki. Kwiat żeński składa się wyłącznie z górnej zalążni powstającej z trzech owocolistków. W każdej z trzech komór rozwija się 8–15 zalążków. Nad zalążnią owocolistki rozchodzą się.
OwocePodzielone przegrodami torebki zawierające pomarszczone nasiona.

## Systematyka
Ze względu na swoiste cechy takson początkowo wyodrębniono w randze nie tylko gatunku, ale też rodzaju i rodziny. Początkowo proponowano włączenie tej rodziny do fiołkowców Violales. W systemie Takhtajana (2009) monotypowa rodzina Haptanthaceae zajmowała niejasną pozycję w obrębie dwuliściennych. W systemach APG do APG III z 2009 roku wyodrębniano rodzinę Haptanthaceae w obrębie bukszpanowców Buxales. W systemie APG IV z 2016 rodzaj Haptanthus włączony został do bukszpanowatych Buxaceae.